# Fabio Ovalle
Fabio Hernán Ovalle (Santa Ana, Magdalena, Colombia; 24 de enero de 1990) es un exfutbolista colombiano. Juega de delantero

## Trayectoria
Fabio marcó un gol con Real Santander durante el Torneo Apertura de la Primera B, en la decimotercera fecha de dicho torneo. El gol se lo anotó a Expreso Rojo.

## Clubes
| Club           | País     | Año  |
| -------------- | -------- | ---- |
| Real Santander | Colombia | 2013 |